# Tào Sơn Huệ Hà
Tào Sơn Huệ Hà (zh. 曹山慧霞, ja. Sōzan Eka, ?-?)  là vị Thiền sư Trung Quốc dưới thời Ngũ đại Thập quốc, đời thứ 3 Tào Động tông. Sư là đệ tử nối pháp của Thiền sư Tào Sơn Bản Tịch. Sư có công lớn trong việc biên tập và truyền bá tư tưởng Ngũ vị của Động Sơn và Tào Sơn lan rộng trong giới Thiền học Trung Quốc đương thời.

## Cơ duyên và hành trạng
Sư họ Hoàng, quê ở Tuyền Châu, tỉnh Phúc Kiến. Sau khi xuất gia, sư đến tham học với Thiền sư Tào Sơn Bản Tịch rồi ngộ đạo và được vị này ấn khả.
Ban sơ, sư trụ tại núi Hà Ngọc. Sau sư kế thừa Thiền sư Tào Sơn Bản Tịch trụ trì tại Thiền viện ở Tào Sơn nên còn được gọi là "Trung Tào Sơn"  (zh. 中曹山, đời thứ hai ở Tào Sơn).
Công lao lớn nhất của sư có thể kể đến việc biên tập cuốn Ngũ Vị Hiển Quyết trên cơ sở tư tưởng Ngũ vị của hai vị tổ khai sáng Tông Tào Động. Nhờ vậy mà người đời sau có cơ hội được tìm hiểu và nghiên cứu về tư tưởng này.
Không rõ sư thị tịch vào năm nào, sau khi sư tịch, vua ban hiệu là Liễu Ngộ Đại sư.

## Pháp ngữ
Lời dạy của sư được lưu truyền lại khá ít ỏi, chủ yếu là một số lời vấn đáp giữa sư và đệ tử ghi trong Cảnh Đức Truyền Đăng Lục:
Tăng hỏi: "Phật chưa xuất thế thì thế nào?" Sư nói: "Tào Sơn không như." Tăng lại hỏi: "Sau khi xuất thế thì thế nào?" Sư nói: "Không như Tào Sơn."
Tăng hỏi: "Bốn núi (tứ đại) bức ngặt thì thế nào?" Sư nói: "Tào Sơn trụ được trong đó." Hỏi: "Có còn cầu ra khỏi không?" Sư nói: "Nếu ở trong đó thì cầu ra khỏi."
Một vị tăng đứng hầu, sư bảo: "Đạo giả nóng quá đây!" Tăng đáp: "Vâng ạ." Sư hỏi: "Như nóng bức đó thì tránh né nơi nào được?" Tăng nói: "Hướng về chảo nước sôi và trong lò than mà tránh né." Sư nói: "Như chảo nước sôi và lò than kia thì tránh né thế nào được?" Tăng nói: "Vì nơi đó các thứ khổ không thể đến." Sư im lặng ấn khả.